# Naturschutzgebiet Eschheimer Weiher
Das Naturschutzgebiet Eschheimer Weiher in der Gemeinde Schaffhausen im gleichnamigen Kanton, Schweiz ist ein Weiher und Biotop- und Artenschutzgebiet mit der Kategorie IV der International Union for Conservation of Nature and Natural Resources (IUCN). Der geschützte Anteil der ehemaligen Lehmgrube hat eine Fläche von 18,1 Hektar (ha) und beherbergt gesamtschweizerisch stark gefährdete Amphibien.

## Lage
Das Schutzgebiet liegt nahe der Gemeindegrenze im Eschheimertal, nordwestlich des Stadtteils Breite und einen Kilometer nördlich des Haltepunkts «Beringerfeld». Es befindet sich auf einer mittleren Höhe von 555 m. ü. M., der Weiher liegt zwei Meter niedriger. Der Engeweiher liegt etwa 400 Meter südöstlich, das Naturschutzgebiet Bohnerzgruben Färberwiesli 600 Meter südwestlich.

## Schutzstatus
Das Gebiet ist im Bundesinventar des Bundesamts für Umwelt (BAFU) als «Amphibienlaichgebiet von nationaler Bedeutung (SH43)» aufgeführt. Es ist seit 2001 als Naturschutzgebiet mit dem CDDA-Sitecode «348329» der Europäischen Umweltagentur (EUA) ausgewiesen.

## Entstehung und Geschichte
Als in den Jahren 1907 bis 1909 das «Pumpspeicherwerk Engeweiher» als erstes Speicherkraftwerk der Schweiz erbaut wurde, brauchte man Lehm für die Abdichtung des Hochreservoirs. Die Lehmgruben füllten sich mit Grundwasser und das Feuchtbiotop des Eschheimer Weihers entstand. Carl Stemmler-Vetter (1882–1971), einer der ersten Naturschützer des Landes, pachtete das Areal und unterhielt es auf eigene Kosten, bis es der Regierungsrat des Kantons Schaffhausen 1970 unter Naturschutz stellte. Im «Vernetzungsprojekt Eschheimertal» wurden das Schutzgebiet und weitere Flächen im Tal 1997 und 1998 ökologisch aufgewertet.

## Fauna und Flora

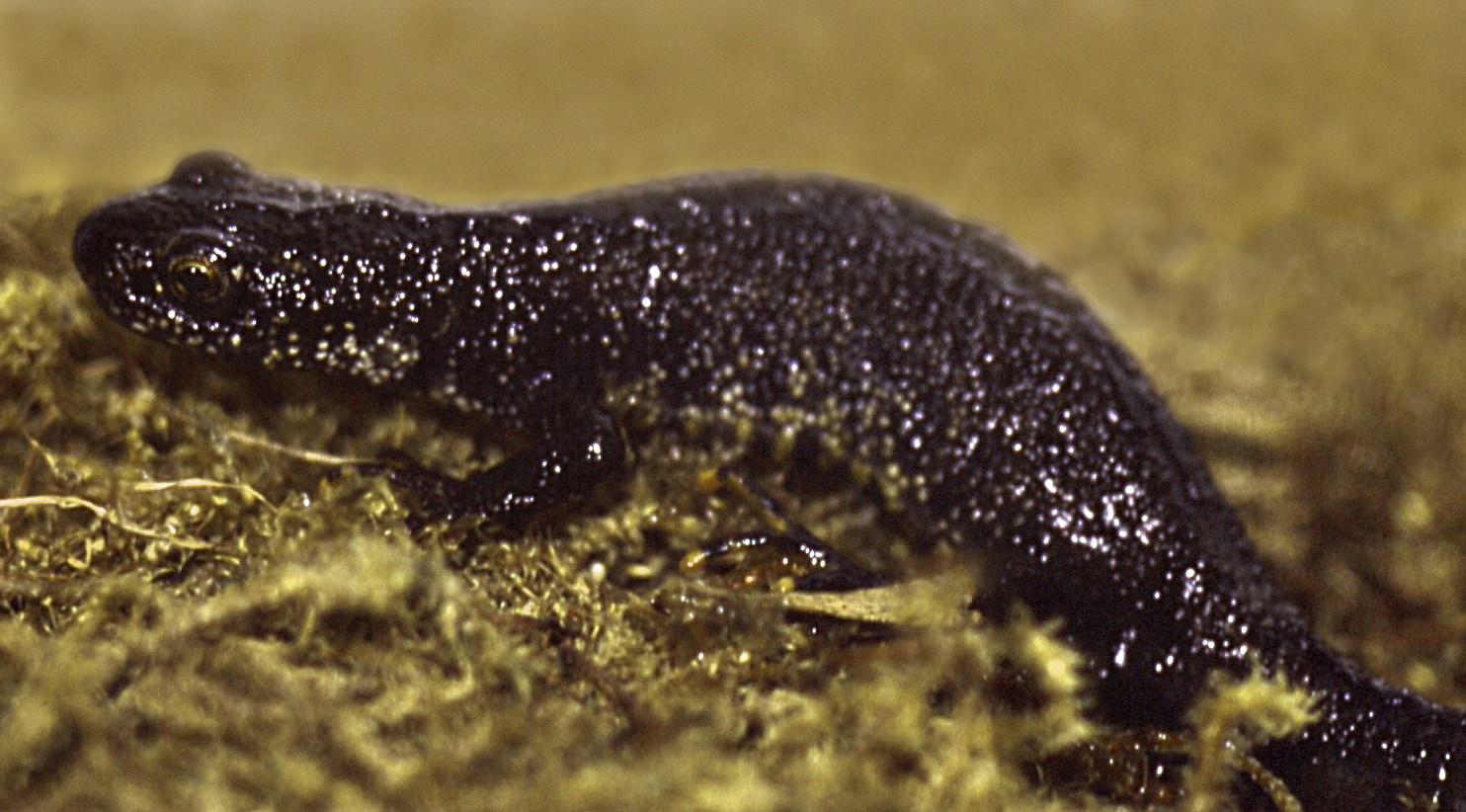
Der stark gefährdete Kammmolch

Amphibien sind seit 1967 bundesrechtlich geschützt und gehören zu den am stärksten gefährdeten Artengruppen. Ihr Anteil an Arten in der Roten Liste beträgt siebzig Prozent. Abbaugebiete wie Tongruben bieten Amphibienarten, die auf dynamische Lebensräume angewiesen sind, sehr wichtige Sekundärlebensräume. In Gewässern wie dem Eschheimer Weiher können stark gefährdete Arten wie Gelbbauchunke und Laubfrosch gefördert werden.
Das Gebiet hat einen kleinen bzw. im Umfang nicht bekannten Bestand von Nördlichen Kamm- (Triturus cristatus) und Teichmolchen (Lissotriton vulgaris). Eine mittlere Population haben Laub- (Hyla arborea) und Springfrosch (Rana dalmatina) sowie der Bergmolch (Ichthyosaura alpestris). Häufig anzutreffen sind Gras- (Rana temporaria) und Wasserfrösche (Pelophylax sp.), sehr häufig die Erdkröte (Bufo bufo). Daneben gibt es Ringelnattern und Kleinsäuger. Laubfrosch und Kammmolch sind gesamtschweizerisch stark gefährdet, der Teichmolch in der Nordschweiz.
Neben dem eigentlichen Weiher gibt es zahlreiche Gräben und kleinere Tümpel, die nur sporadisch Wasser führen oder deren Wassermenge stark schwankt. Da die Kleingewässer zuwachsen und zur Verlandung neigen, werden sie regelmässig mit einem Bagger ausgeräumt. Freiwillige vom «Verein Naturnetz» roden vorab Weiden und verhindern die Verbuschung durch das Mähen von Brombeeren und Schlehen. Zu den seltene Pflanzenarten gehören Magerwiesen- und Riedpflanzen.

## Belege
1. ↑  bafu.admin.ch: Amphibienlaichgebiete-Inventar: Objektbeschreibungen. (Abgerufen am 27. November 2021)
2. ↑  fedlex.admin.ch: Liste der Amphibienlaichgebiete von nationaler Bedeutung – ortsfeste Objekte: Amphibienlaichgebiete-Verordnung (AlgV). (Publikationsplattform des Bundesrechts, abgerufen am 27. November 2021)
3. ↑  Schlüssel.Nummer: CH05_140043.
4. ↑  naturnetz.ch: Pflegeeinsatz Eschheimer Weiher. (2014; abgerufen am 29. November 2021)
5. ↑  Herbert Billing, Peter Stooss: Vernetzungsprojekt Eschheimertal. In: Mitteilungen der Naturforschenden Gesellschaft Schaffhausen. Band 45, 2000 (PDF; 1,8 MB).
6. ↑  karch.ch: Amphibienlaichgebiete nationaler Bedeutung IANB. (Abgerufen am 27. November 2021)
7. ↑  karch.ch: Amphibien fördern in Abbaugebieten. (Abgerufen am 27. November 2021)